# Regione di Zinder
La regione di Zinder (ufficialmente Région de Zinder, in francese) è una delle 8 regioni del Niger. Prende il nome dal suo capoluogo Zinder.

## Dipartimenti
La regione è divisa in 5 dipartimenti:
- Goure
- Magaria
- Matameye
- Mirriah
- Tanout